# Blakea guatemalensis
Blakea guatemalensis är en tvåhjärtbladig växtart som beskrevs av John Donnell Smith. Blakea guatemalensis ingår i släktet Blakea och familjen Melastomataceae. Inga underarter finns listade i Catalogue of Life.